# Sherlock Holmes: Il risveglio della divinità
Sherlock Holmes: Il risveglio della divinità (Sherlock Holmes: The Awakened) è un videogioco di tipo avventura grafica per Microsoft Windows prodotto da Frogwares. È stato pubblicato nel 2006 (senza doppiaggio in italiano) ed è il terzo di una serie che ruota attorno alle avventure del famoso eroe letterario Sherlock Holmes, ma cronologicamente è ambientato anteriormente al titolo precedente (cioè Sherlock Holmes: L'orecchino d'argento, pubblicato nel 2004 e ambientato nel 1897). 
Nel 2008 è stata pubblicata una riedizione del gioco intitolata Sherlock Holmes: L'avventura con il doppiaggio in italiano, da parte della FX Interactive.

## Trama
1894. La sequenza iniziale mostra il dottor Watson, amico e assistente del famoso investigatore Sherlock Holmes, che viene tormentato da terribili incubi concernenti l'ultimo caso che i due hanno affrontato. La partita di fatto è un flashback di Watson stesso.
Tutto è iniziato poco tempo addietro, il 6 settembre dello stesso anno, con Sherlock Holmes afflitto dalla noia, perché in mancanza di misteri interessanti da risolvere. Di lì a poco però il dottor Watson gli propone il caso di un suo paziente, il capitano Stenwick, il cui domestico, un giovane maori di nome Bawpa, è sparito. La polizia è convinta che Bawpa si sia semplicemente perso per le strade di Londra dietro a cattive compagnie, ma Holmes deduce invece che egli è stato sequestrato e che il rapimento sia collegato ad una serie di altre sparizioni di persone, tutte straniere, avvenuta negli ultimi tempi. Seguendo le tracce che li conducono al porto, Holmes e Watson scoprono una sinistra catacomba vuota, ove i rapitori tenevano prigionieri gli uomini rapiti, e dove si trovano una pietra sacrificale, sulla quale giace il cadavere orrendamente mutilato di un detective statunitense offerto come vittima ad un'oscura entità sovrannaturale, e un misto di oppio e morfina usati certamente come soporifero per le vittime. Holmes trova poi una cassa etichettata "Black Edelweiss Institute" e comprende che il fiore montano Edelweiss (Leontopodium nivale) è un simbolo nazionale della Svizzera. Giunti lì, comprendono che il Black Edelweiss Institute è un manicomio gestito da un gentiluomo chiamato Dr. Gygax. Tentano poi di accedervi, ma Holmes, conscio che sta per cadere nelle mani dei criminali di sua volontà, manda via Watson, affinché si salvi nel caso si mettano male; il detective tenta di intrufolarsi tramite un travestimento, ma viene incarcerato in breve tempo. Sfuggito dalla cella nella quale era rinchiuso, il detective trova le prove che Gygax è coinvolto in gravi attività criminali: non solo eseguiva pericolosi esperimenti sulle vittime nel manicomio, ma fa anche parte di un sanguinoso culto demoniaco che intende risvegliare il futuro signore dell'Apocalisse, il "Gran Signore" (cioè Cthulhu, l'oscura divinità ideata dall'autore statunitense H. P. Lovecraft). Inaspettatamente, Holmes scopre anche che la sua nemesi Moriarty è un paziente, seppur un'ombra debole di sé stesso sopravvissuto alla caduta al Reichenbach. Usando Moriarty come diversivo, Holmes riesce a scappare dal manicomio.
Si va dunque a New Orleans, menzionata in un telegramma a Gygax, dove Holmes e Watson vengono perseguitati dallo sceriffo della città, che li riconosce e sembra avere dei collegamenti al culto. Scoprono poi della scomparsa da giorni di un locale di nome Mr. Arneson e del suo giovane servo Davy, rimasto muto a seguito di un trauma psicologico; si mettono dunque alla ricerca e trovano il ragazzo, il quale, dopo essere stato tratto in cura, scrive su una lavagna una serie di numeri. I due salvano poi Arneson, che stava venendo sacrificato da un membro della setta, e riescono a recuperare un libro antico. Tornati a Londra, i due scoprono che il libro tratta di un mitico dio del mare, risvegliabile tramite il sacrificio di gente proveniente da varie nazioni, e decifrano i numeri di Davy, che si rivelano essere le coordinate che puntano al faro di Ardnamurchan sulle coste della Scozia. Arrivati al faro, i due affrontano la setta e il loro capo e patrono, il ricco Lord Rochester. Holmes riesce a fermare l'"evocazione", ma una tempesta infuria e Rochester, credendo che sia l'arrivo di Cthulhu, si getta dal faro nonostante Holmes tenti di fermarlo.
Finito il tutto, Watson, che soffre di incubi costanti, inizia a scrivere gli eventi che hanno vissuto, mentre Holmes continua a preoccuparsi per il futuro, perché nella sua fuga dal manicomio ha liberato il suo acerrimo nemico Moriarty, la cui inimicizia con Holmes stesso è una bomba a orologeria che minaccia la tranquillità della nazione.

## Modalità di gioco
Sherlock Holmes: Il risveglio della divinità è una classica avventura punta e clicca, di carattere fortemente investigativo, in cui, attraverso la risoluzione di enigmi, la raccolta di oggetti e le conversazioni con gli NPC si progredisce nella partita. In più, in certe occasioni al giocatore viene posta una domanda per passare allo scenario successivo, la cui soluzione si ottiene elaborando deduzioni con i materiali raccolti. Il punto di vista è in prima persona: ci si sposta e si agisce nei panni di Sherlock Holmes, solo un paio di volte in quelli di Watson. Gli scenari sono più o meno ampi, ma in generale il gioco non consente al giocatore di spostarsi oltre i limiti dello spazio ove indagare (se si cerca di superarli, Sherlock commenta di "non avere nessun motivo di andare là"). Gli oggetti sono raccolti nell'inventario, e nei menù ad esso affiancati si raccolgono anche i documenti, gli indizi e le conversazioni compiute durante la partita, nonché la mappa.

## Curiosità
- Nel corso del gioco vengono fatti diversi riferimenti a L'ultima avventura, racconto pubblicato nel 1893 (quindi un anno prima delle vicende de Il risveglio della divinità), che, nelle intenzioni originarie di Arthur Conan Doyle, l'ideatore di Sherlock Holmes, avrebbe dovuto costituire appunto l'avventura finale del famoso investigatore; ad esempio, nel salotto di Holmes mostrato nel gioco si vede appeso un quadro rappresentante le cascate di Reichenbach (ove si consuma il confronto finale tra Holmes e il suo antagonista in L'ultima avventura), inoltre ha un breve cameo il professor Moriarty, l'arcinemico di Holmes.
- Due personaggi del gioco sono il dottor Gygax e Errol Arneson; si tratta di un omaggio a Gary Gygax e Dave Arneson, ideatori del gioco di ruolo Dungeons & Dragons.
- Nei giornali che nel corso della partita vengono dati da leggere si scorgono diversi articoli sulle imprese di un misterioso ladro francese, che si firma "A.L.". Si tratta del famoso Arsenio Lupin, il ladro letterario ideato da Maurice Leblanc nel 1905, e col quale anche Sherlock Holmes dovrà misurarsi in Sherlock Holmes e il Re dei Ladri, il videogioco successivo della serie.
- Fuori da una delle celle del manicomio della "Edelweiss Nera" si vede scritto il nome dell'internato Montcalfe; il riferimento è a lord Montcalfe, personaggio di Sherlock Holmes: Il mistero della mummia, il primo videogioco della serie.
- Sul treno di ritorno per Londra, Sherlock Holmes e il dottor Watson, dopo aver abbandonato l'Istituto Edelweiss Nera, vengono interrotti da un bambino di nome Hercule, il quale viene subito dopo richiamato dalla madre, la signora Poirot; è un chiaro riferimento all'investigatore Hercule Poirot, personaggio creato dalla scrittrice Agatha Christie.
- Il Faro di Ardnamurchan, l'ultimo scenario della partita, esiste realmente: si trova sul promontorio scozzese di Ardnamurchan Point.
- Sulla mano sinistra di Champagne, si può notare il tatuaggio col logo della Frogwares. Inoltre i suoi due cani si chiamano Napoleone e Lafayette, citazione al duo canino presente nel classico Disney "Gli Aristogatti".

## Doppiatori italiani
- Lorenzo Scattorin: Sherlock Holmes
- Raffaele Fallica: Dr. John Watson
- Giorgio Melazzi: Oste / Santone / Lord Rochester
- Benedetta Ponticelli: Wiggins / Gerda / Lucy
- Gianni Quillico: Barnes / Cap. Stenwick / Wolff
- Claudio Moneta: Serg. Rufles / Maurizio / Kuntz / Professor Moriarty / Ashmat / Invasato
- Luca Sandri: Fattorino / Dott. Gygax / Becker
- Donatella Fanfani: Fraulien Muller / Eulah / Madame Mackrell
- Riccardo Rovatti: Bauer / Champagne / Sceriffo Blackman

## Remake
Tra il 2021 e il 2023 la Frogwares ha anche realizzato un remake del gioco, con varie differenze e qualche contenuto aggiuntivo rispetto alla versione originale. Il progetto ha avuto anche sostegno economico grazie al sito Kickstarter.